# 獣王
獣王（じゅうおう）は、2000年にサミーから発売されたパチスロ機。保通協における型式名は「ジュウオウ」。

## 概要
ボーナスゲーム以外に「サバンナチャンス」（SC）と呼ばれるアシストタイム（AT）でメダルを増加させる機種で、ボーナスゲームのみでは設定6でも機械割が100%を越えない。
AT機能を搭載しないパチスロ機では通常ゲーム中は時々小役が揃い、基本的には徐々にメダルが減っていく。またこの機種以前にあったAT機能では、ビッグボーナス後にメダルの減少を抑えつつ次のボーナス当選を狙うといったゲーム性であった。この機種では通常時から12種類の15枚小役をほぼ毎ゲームで内部成立させるが制御によって揃わせず、SC中はアシストに従って正しく目押しできればすべて獲得できる仕様としており、小役だけでボーナスゲームやそれ以上のメダルの獲得が期待できた。
SC中はあくまで小役成立役を告知しているだけであり、ボーナスの抽選も通常通り行われている。規定ゲーム数前にSCが止まった場合はボーナス確定を意味する。その場合はボーナス消化後、残りのSCが再開する。これにより従来にない出玉の波とゲーム性を実現している。
ボーナスゲーム直後以外にもSCを抽選する仕様とし、SC中でのSC当選は純粋に上乗せ（加算）となることから高い連チャン性を持っており、最低設定でも大爆発の期待が持てるようになっていた。また、『アラジン』などに代表される「シングル役の集中」はビッグボーナス成立でも終了してしまうため不発となることも少なくなかったが、SCでは当選したSC回数についてはパンク要因が存在せず、残り回数は（閉店に間に合う限りは）全て放出される。
SC抽選契機のひとつに、「ハズレを引く」という概念が設定されている。ほぼ毎ゲームなんらかの15枚役が成立するこの機種では内部当選していない「ハズレ」の確率はボーナスの当選確率並みに低くなっており、このハズレ信号をもとにサブ基板でSCを抽選した。これは後に攻略雑誌などによって「純ハズレ」とも呼ばれた。
また「天井」機能を搭載しており、ノーボーナス（途中SC引いても有効）で1136ゲームを消化するとそれ以降のチェリーの内部当選（1/64）成立後、1/10でSCを抽選するようになり当選でSCを放出する（平均1210P）。この機種での天井は救済措置的な位置づけなので連チャン性は低く設定されている。なお、天井からのサバンナチャンスは単発が基本だが、3連までは現実的に選択される可能性があり、設定推測に用いることもできる。
導入当初は、システムの難解さやプレイヤーの目押しの未熟さなどにより、市場の反応は良いものでは無かった。しかし、驚異的な爆発力が評価され徐々に人気が高まり、さらに攻略誌等に大きく取り上げられた事で、その仕組みが理解され設置台数を伸ばしていった。
爆発力の高さもさることながら、これらのアイデアは以降多くの4号機に引き継がれ、それらの人気によってパチスロブームが形成された。また、後に射幸性の高さが問題視され5号機規制を生む遠因となった機種でもある。
後にパネルや筐体を金色にした（いわゆるパネル違いの）「ゴールド獣王」や、液晶搭載機「猛獣王S」などの後継機も発売され、「獣」はサミーのブランドのひとつとなっている。パチスロ業界において獣王発売以前のサミーは、大手のアルゼや山佐に押され、シェアには苦戦していた。しかし、この機種のヒットをきっかけに、パチスロ業界の最大手にまで成長している。またこれ以降のサミーのパチスロ機種においてはプレミアキャラとしてボーナス図柄のライオンやゾウ、さらにドット演出に登場する「骨付き肉」までもが登場している。この機種のプレミアムキャラである「キリン」は、その後のサミー系パチンコにおける激アツ演出「キリン柄カットイン」などで以降頻繁に登場することとなり「サミーと言えばキリン柄」の遠縁となっている。
サバンナチャンス中のBGMは、プロ野球横浜DeNAベイスターズやセガサミー硬式野球部の応援でチャンステーマとして使用されている。

## 仕様
- A-400タイプ。「サバンナチャンス（略称サバチャン、SC）」を搭載。
- 設定変更後、ビッグボーナス終了後は一定間サバンナチャンスの抽選確率が上昇する（高確率状態）。
- 高確率状態中は特定役当選時の抽選により通常確率へ転落する。

## サバンナチャンス
- 左リール「ライオン/象/ダチョウ」・中リール「赤/青」・右リール「赤/青」の12種類の15枚小役がほぼ毎ゲーム成立。
- 通常ゲーム中は成立した15枚小役を獲得できる確率はその12種類を判別できないため1/12となる。
- SC中は12種類の狙い目をアシストするため、目押しが正しければすべて獲得できる。
- SCは10ゲームあるいは30ゲームで1セット。
- いずれかのボーナスに当選した時点でATは中断、ボーナス消化した後再開する。

## コピー打法事件
2001年ごろ、前ゲームの乱数をコピー出来る不具合が全サミー系機種にあることが発覚した。例えば「純ハズレ」フラグを引いた後、この打法を用いるとAT抽選の確率が2倍になるため、機械割が大幅に上昇することになる。
発覚後、他のサミー系列機種とともに島は閉鎖され、不具合を修正する部品を取り付けられるなどの対応が取られた。

## ゲーム機
- オンラインゲームサイト『777town.net』にてプレイが可能である。
- 携帯サイト『サミー777タウン』にてプレイが可能である。
- PCゲーム用プラットフォーム『Steam』にて配信されている[3]。
- イージーモード搭載の「獣王ジュニア」として、PlugIt!シリーズのパチスロTV専用カートリッジになっている[4]。

## 関連商品
- 『実戦パチスロ必勝法! 獣王』（サミー、2001年10月25日、PlayStation 2用ゲームソフト、規格品番：SLPS 20131）
- 『実戦パチスロ必勝法! 獣王 アドバンス』（サミー、2002年3月22日、ゲームボーイアドバンス用ソフト）上記のGBA移植版。